# 529828 Jinhuayizhong
529828 Jinhuayizhong è un asteroide della fascia principale. Scoperto nel 2010, presenta un'orbita caratterizzata da un semiasse maggiore pari a 2,4392284 au e da un'eccentricità di 0,2261101, inclinata di 6,35212° rispetto all'eclittica.